# Pterochromis congicus
Pterochromis є монотиповим
родом риб родини цихлові і складається лише з виду Pterochromis congicus (Boulenger 1897) 